# Paul Milleliri
Paul Milleliri, né le 16 octobre 1902 à Sotta dans le hameau de Borivoli et mort le 31 décembre 1972 dans la même commune, est un instituteur, fonctionnaire et résistant français, Compagnon de la Libération. Fonctionnaire en poste en Afrique au début de la Seconde Guerre mondiale, il est emprisonné en tentant de rejoindre la France libre et s'engage finalement dans la résistance intérieure lorsqu'il retourne en Corse après sa libération.

## Biographie

### Jeunesse
Paul Milleliri naît le 16 octobre 1902 à Sotta, en Corse, au sein d'une famille d'exploitants agricoles. Formé à l'École normale primaire de 1919 à 1922, il exerce la profession d'instituteur avant d'entrer dans l'administration coloniale française. Adjoint des services civils de la France d'Outre-mer, il est en poste à Lomé, au Togo français.

### Seconde Guerre mondiale
Toujours en poste en Afrique au moment du déclenchement de la Seconde Guerre mondiale, il est mobilisé mais ne part pas combattre en métropole. En désaccord avec l'armistice du 22 juin 1940, il cherche à rejoindre le territoire de la Côte-de-l'Or britannique, voisine du Togo. Le 25 septembre 1941, alors qu'il tente de franchir la frontière, il est arrêté par les troupes vichystes et interné dans la prison de Lomé en attend son procès. Jugé le 27 janvier 1942, il est acquitté mais révoqué de son poste puis rejugé et condamné à mort. Son avocat parvient cependant à le sauver et à faire réduire sa peine.
Libéré à la fin du mois de mai 1942, Paul Milleliri retourne en Corse. S'engageant dans la résistance, il rejoint le mouvement Front national Corse et en devient le délégué général dans le secteur de Sotta. Élu maire du village en 1943, il profite de sa fonction pour regrouper les hommes dans le réseau, les former et les équiper. Son activité attire cependant l'attention des allemands qui l'arrêtent en septembre 1943. Il parvient à s'évader et s'illustre lors de la libération de la Corse en participant activement aux combats. Il parvient notamment à stopper l'avancée d'une colonne motorisée ennemie entre Bonifacio et Levie.

### Après-Guerre
Après le conflit, Paul Milleliri retrouve ses fonctions d'administrateur colonial et repart pour l'Outre-mer. Poursuivant sa carrière jusqu'au grade d'administrateur en chef au 3e échelon, il retourne en Corse lorsqu'il prend sa retraite. Paul Milleliri meurt le 31 décembre 1972 à Borivoli, hameau de la commune de Sotta où il est inhumé.

## Décorations
|  |  |  |  |  |  |
|  |  |  |  |  |  |

| Chevalier de la Légion d'honneur               | Chevalier de la Légion d'honneur | Compagnon de la Libération Par décret du 14 novembre 1944 | Compagnon de la Libération Par décret du 14 novembre 1944 | Croix du combattant volontaire de la Résistance | Croix du combattant volontaire de la Résistance |
| Chevalier de l'Ordre de l'Étoile noire (Bénin) |                                  |                                                           |                                                           |                                                 |                                                 |